# Dreams Worth More Than Money
Albums de Meek Mill
Dreamchasers 3
(2013) Dreamchasers 4
(2016)
Singles
1. Check
Sortie : 1er juin 2015
2. All Eyes on You (feat. Nicki Minaj & Chris Brown)
Sortie : 26 juin 2015
3. Jump Out the Face (feat. Future)
Sortie : 5 juillet 2015

Dreams Worth More Than Money est le second album studio de Meek Mill, sorti le 29 juin 2015.

## Listes des titres
| No  | Titre                                                 | Auteur | Producteur(s)                                                   | Durée |
| --- | ----------------------------------------------------- | --- | --------------------------------------------------------------- | ----- |
| 1.  | Lord Knows (featuring Tory Lanez)                     | R. Williams, D. Gonzalez, D. Peterson                                                                               | Play Picasso, Tory Lanez                                        | 5:18  |
| 2.  | Classic (featuring Swizz Beatz)                       | R. Williams, K. Dean, J. Felton, S. Crawford                                                                        | Bangladesh                                                      | 2:47  |
| 3.  | Jump Out the Face (featuring Future)                  | R. Williams, N. Wilburn, L. Wayne, J. Luellen                                                                       | Metro Boomin, Southside                                         | 2:41  |
| 4.  | All Eyes On You (featuring Nicki Minaj & Chris Brown) | R. Williams, O. Maraj, C. Brown, A. Delicata, A. Davidson, C. Wallace, S. Davidson, K. Cossom, D. Morris, K. Khaled | Alex Delicata, Mr. Morris, The Monarch, Kevin Cossom, DJ Khaled | 3:43  |
| 5.  | The Trillest                                          | R. Williams, J. Peters                                                                                              | Stoopid On Da Beat                                              | 4:35  |
| 6.  | R.I.C.O. (featuring Drake)                            | R. Williams, A. Graham, A. Hernandez, K. Gomringer                                                                  | Vinylz                                                          | 3:17  |
| 7.  | I Got the Juice                                       | R. Williams, R. LaTour, D. Jackson                                                                                  | Cardo, Yung Exclusive                                           | 2:55  |
| 8.  | Ambitionz                                             | R. Williams, M. Samuels, T. Shakur, D. Arnaud                                                                       | Boi-1da                                                         | 3:57  |
| 9.  | Pullin' Up (featuring The Weeknd)                     | R. Williams, A. Tesfaye, B. Diehi, C. Montagnese, D. Schofield                                                      | Ben Billion$, Danny Boy Styles, Illangelo                       | 4:29  |
| 10. | Check                                                 | R. Williams, L. Wayne, J. Luellen                                                                                   | Metro Boomin, Southside                                         | 3:14  |
| 11. | Been That (featuring Rick Ross)                       | R. Williams, W. Roberts II, O.Yildirim, J. Scruggs                                                                  | OZ, Syk Sense                                                   | 3:01  |
| 12. | Bad for You (featuring Nicki Minaj)                   | R. Williams, O. Maraj, B. Diehi                                                                                     | Ben Billion$                                                    | 3:23  |
| 13. | Stand Up                                              | R. Williams, M. Araica, F. N. Hills                                                                                 | Danja                                                           | 4:04  |
| 14. | Cold Hearted (featuring Puff Daddy)                   | R.Williams, S. Combs, O. Yildirim                                                                                   | OZ                                                              | 6:55  |

| 15. | My Niggas (featuring August Alsina) | R. Williams, A. Alsina, M. Hernandez, R. Duran | The Mekanics | 3:39 |
| 16. | Main (featuring Jeremih)            | R. Williams, J. Felton, O. Tucker              | Jahlil Beats | 3:06 |

## Classement hebdomadaire
| Classement (2015)             | Meilleure position |
| ----------------------------- | ------------------ |
| Australie (ARIA)              | 26                 |
| Belgique (Flandre Ultratop)   | 91                 |
| Belgique (Wallonie Ultratop)  | 108                |
| France (SNEP)                 | 161                |
| Norvège (VG-lista)            | 21                 |
| Pays-Bas (Mega Album Top 100) | 42                 |
| Suède (Sverigetopplistan)     | 49                 |
| Suisse (Schweizer Hitparade)  | 26                 |